# Baltalimanı
Baltalimanı ("Porto di Balta" in Turco) anticamente Balta-Liman, è una mahalle del distretto di Sarıyer, a Istanbul, in Turchia.

## Ubicazione
Baltalimanı è situato sulla riva europea del Bosforo, e si trova tra le mahalle di Emirgan (a nord) e Rumelihisarı (a sud). All'estremità sud della mahalle è situato il ponte di Fatih Sultan Mehmet, che unisce Europa ed Asia.

## Storia
il luogo prese il nome dall'ammiraglio Solimano Baltoğlu, che fu a capo della marina ottomana durante il regno di Mehmet II. Il porto prende il nome da Baltacıoğlu perché Solimano Baltoğlu, ammiraglio del mare, preparò le navi che diedero un grande contributo alla conquista di Istanbul. Le imbarcazioni qui preparate vennero inviate a Beşiktaş e da lì calate nel Corno d'Oro via terra.
A Baltalimanı durante il periodo dei tulipani venivano ospitati gli ospiti di stato provenienti dall'estero, e all'epoca di Koca Mustafa Reşid Pascià nel villaggio vennero costruite una dimora estiva e un padiglione di caccia. L'edificio utilizzato come residenza di caccia è ancora esistente e ospita l'ospedale ortopedico di Baltalimanı.
Il luogo è noto per i trattati di Balta-Liman del 1838 tra la Gran Bretagna e l'Impero Ottomano e del 1849 tra l'Impero Russo e l'Impero Ottomano.